# Akwamu
Akwamu był stanem założonym przez ludzi Akan w Ghanie, który istniał na przełomie wieków XVI i XVII.
Założyciele pochodzili ze stanu Bono i zaczęli się osiedlać w Twifo Heman. W roku 1693 ludzie Asimani najeżdżają i przejmują od duńskich kolonistów zamek Osu (aktualnie jest siedzibą ghańskiego rządu). Rok później zamek został odsprzedany.